# Delphine Chanéac
Delphine Chanéac (nasceu em Valence, França em 14 de novembro de 1978) é uma modelo, atriz e DJ.

## Carreira
Chanéac trabalhou no cinema francês, aparecendo em filmes e programas de TV europeus no final dos anos 1990 e 2000. Ela é mais conhecida por seu papel como Pauline na sitcom francesa La Vie Devant Nous e por protagonizar em 2010, como Dren, um ser mutante no filme canadense de ficção científica/terror Splice, raspando a cabeça para o papel. Ela também estrelou o thriller policial Verso. Parar se inspirar para seu papel em Splice, Chanéac ouviu The Cure e música clássica.

## Teatro
| Ano  | Título                 | Autor        | Diretor      | Notas     |
| ---- | ---------------------- | ------------ | ------------ | --------- |
| 2016 | Welcome à Saint Tropez | Rémi Rosello | Rémi Rosello | Le Palace |

## Filmografia
| Ano  | Título                                | Personagem           | Diretor                              | Notas |
| ---- | ------------------------------------- | -------------------- | ------------------------------------ | --- |
| 1996 | Jamais 2 sans toi                     | Ophélie              | Rémi Honnoraty                       | Série de TV (1 episódio)                                                                                     |
| 1997 | Sous le soleil                        | Charlotte Lacroix    | Eric Summer                          | Série de TV (1 episódio)                                                                                     |
| 1998 | Les vacances de l'amour               | Daphné               | Emmanuel Fonlladosa                  | Série de TV (1 episódio)                                                                                     |
| 1999 | Un homme en colère                    | Claire               | Dominique Tabuteau                   | Série de TV (1 episódio)                                                                                     |
| 2000 | In extremis                           | Sophie               | Etienne Faure                        | |
| 2000 | Les vacances de l'amour               | Sophie               | Emmanuel Fonlladosa (2)              | Série de TV (1 episódio)                                                                                     |
| 2000 | B.R.I.G.A.D.                          | Chloé Bertier        | Marc Angelo                          | Série de TV (1 episódio)                                                                                     |
| 2000 | Le juge est une femme                 | Agnès                | Pierre Boutron                       | Série de TV (1 episódio)                                                                                     |
| 2000 | Une femme d'honneur                   | Barbara              | Dominique Tabuteau (2)               | Série de TV (1 episódio)                                                                                     |
| 2001 | Pas vu, pas pris                      | Karine               | Dominique Tabuteau (3)               | Série de TV (1 episódio)                                                                                     |
| 2001 | Julie Lescaut                         | Jennifer / Tina      | Alain Wermus                         | Série de TV (1 episódio)                                                                                     |
| 2001 | Les Cordier, juge et flic             | Cécile               | Gilles Béhat                         | Série de TV (1 episódio)                                                                                     |
| 2002 | Le grand patron                       | Emma                 | Stéphane Kappes                      | Série de TV (1 episódio)                                                                                     |
| 2002 | S.O.S. 18                             | Élodie Le Goff       | Jacques Malaterre                    | Série de TV (1 episódio)                                                                                     |
| 2002 | Louis la brocante                     | Sabine               | Michel Favart                        | Série de TV (1 episódio)                                                                                     |
| 2002 | Le G.R.E.C.                           | Angela               | Henri Hasbani                        | Série de TV (1 episódio)                                                                                     |
| 2002 | Island détectives                     |                      | Olivier Altman                       | Série de TV (1 episódio)                                                                                     |
| 2002 | La vie devant nous                    | Pauline              | Vincenzo Marano, Alain Choquart, ... | Série de TV (12 episódios)                                                                                   |
| 2003 | Retour aux sources                    | Eléonore             | Didier Grousset                      | Filme |
| 2003 | Lola, qui es-tu Lola ?                | Inès                 | Michel Hassan                        | Série de TV (1 episódio)                                                                                     |
| 2004 | Léa Parker                            |                      | Robin Davis                          | Série de TV (1 episódio)                                                                                     |
| 2005 | Brice de Nice                         | Marjorie             | James Huth                           | |
| 2005 | Inséparables                          | Hélène               | Élisabeth Rappeneau                  | Série de TV (1 episódio)                                                                                     |
| 2005 | Diane, femme flic                     | Alice                | Dominique Tabuteau (4)               | Série de TV (1 episódio)                                                                                     |
| 2006 | The Pink Panther                      | Ticket Checker       | Shawn Levy                           | |
| 2006 | Incontrôlable                         | Laura                | Raffy Shart                          | |
| 2006 | Laura, le compte à rebours a commencé | Laura                | Jean-Teddy Filippe                   | Minissérie                                                                                                   |
| 2007 | Trenhotel                             | Chloé                | Lluís Maria Güell                    | Filme |
| 2007 | Madame Hollywood                      | Sybille              | Olivier Abbou                        | Série de TV (1 episódio)                                                                                     |
| 2008 | Die Patin – Kein Weg zurück           | Marie Almeda         | Miguel Alexandre                     | Minissérie                                                                                                   |
| 2008 | Duval et Moretti                      | Katia                | Dennis Berry                         | Série de TV (1 episódio)                                                                                     |
| 2009 | Splice                                | Dren                 | Vincenzo Natali                      | Vancouver Film Critics Circle de Melhor Atriz Coadjuvante em um Filme Canadense Indicada - Fangoria Chainsaw |
| 2009 | Verso                                 | Anja Lagrange        | Xavier Ruiz                          | |
| 2010 | L'amour vache                         | Lili                 | Christophe Douchand                  | Filme |
| 2010 | He's the One... Or Not                | Laure                | Vincent Giovanni                     | Filme |
| 2011 | The Big Black                         | Eve                  | Oliver Kyr                           | |
| 2011 | L'amour encore plus vache             | Lili                 | Christophe Douchand (2)              | Filme |
| 2012 | For the Love of Money                 | Aline                | Ellie Kanner                         | |
| 2012 | The World of Hemingway                | Margaux Hemingway    | Giuseppe Recchia                     | |
| 2012 | Jungle Jihad                          | DCRI Agent           | Nadir Ioulain                        | |
| 2012 | Transporter: The Series               | Juliette Dubois      | Brad Turner, Andy Mikita, ...        | Série de TV (12 episódios)                                                                                   |
| 2013 | Eve                                   | Eve                  | Eric Gandois                         | Curta |
| 2014 | Tu es si jolie ce soir                | Deborah              | Jean-Pierre Mocky                    | |
| 2014 | Je suis coupable                      | The girl             | Karine Lima                          | Curta |
| 2014 | Le sang de la vigne                   | Nancy Marigny        | Régis Musset                         | Série de TV (1 episódio)                                                                                     |
| 2015 | Kickback                              | Rosemary Kaplan      | Franck Phelizon                      | |
| 2015 | Camping paradis                       | Delphine             | Thierry Peythieu                     | Série de TV (1 episódio)                                                                                     |
| 2016 | Uchronia                              | First Love's Hostess | Christophe Goffette                  | |
| 2016 | Rouges étaient les lilas              | Charlotte Lenoir     | Jean-Pierre Mocky (2)                | |
| 2016 | Cherif                                | Elodie Mansard       | Vincent Giovanni (2)                 | Série de TV (1 episódio)                                                                                     |
| 2016 | Famille d'accueil                     | Pauline              | Stéphane Clavier                     | Série de TV (2 episódios)                                                                                    |
| 2016 | Stranger in the Dunes                 | Diana                | Nicholas Bushman                     | |

## Livros
- Chanéac, Delphine (2007). La nuit, mon père me parle. Neuilly-sur-Seine: Lafon. ISBN 978-2-7499-0596-9.
- Chanéac, Delphine (2010). Ce qu'il reste de moi. Lafon. ISBN 978-2-8098-0234-4.